# Liste der Farben im Farbkreis

Das Natural Color System beruht auf den empfundenen reinen Farben Gelb (Y), Rot (R), Blau (B) und Grün (G). Alle anderen Farben leiten sich von diesen sowie von den unbunten Farben Schwarz und Weiß ab.

Farbkreis mit Bezeichnungen nach dem Farbtonkreis von Müller. Hier sind die Farben eingebaut in die CIE-Normfarbtafel, unter Verwendung der CIE-Standardbeleuchtung C.

Die Liste der Farben im Farbkreis bietet eine farbsystematische Eingliederung gebräuchlicher Farbbezeichnungen aller bunten Farben im Farbkreis.

## Aemilius Müller
Als Basis dienen hierbei die von Aemilius Müller oder auch im Natural Color System verwendeten von den meisten Menschen als rein empfundenen Primärfarben (Grundfarben) (Mittel-)Gelb, (Mittel-)Rot, (Mittel-)Blau und (Mittel-)Grün. Die gewählte Einteilung und Abfolge der Farben ist unabhängig davon, ob subtraktiv (also Körperfarbe) oder additiv (also Lichtfarbe) gemischt wird. Je nach technischen Voraussetzungen ändern sich dabei lediglich die Grundfarben (bei Druckfarben also Cyan, Magenta und Gelb, bei Monitoren und Fernsehgeräten Rot, Grün und Blau).
Auf der dargestellten CIE-Normfarbtafel wird nach Müller der ursprünglichen Zuordnung der wahrgenommenen Farben zu bestimmten Spektralfarben Rechnung getragen. Hierbei war allerdings ein standardisiertes Weiß Grundlage der Zuordnung, und so gilt dies folglich nur für diesen (Spezial-)Fall.
Häufig als übergeordnete Farbnamen verwendete Begriffe wie Rot, Gelb, Grün, Blau, Braun tauchen in der Liste nicht auf, da ihnen kein fester Bereich auf dem Farbkreis zugeordnet werden kann. Hinzu kommt, dass Braun ein dunkles Orange wäre, also keine ungetrübte Farbe. Gleichermaßen entfällt es, die unbunten Farben im Farbkreis darzustellen. Dem Farbkreis fehlt die dritte Dimension, die nach Graßmann benötigt wird, um alle vorstellbaren Farben anzuordnen. Historisch war es wichtig, diesen Farbkreis zu bilden, ehe es Anfang des 20. Jahrhunderts gelang, in der Helligkeit eine dritte Komponente zu abstrahieren.

## Farbtabelle
| Misch- stufe | Farbname oder -bezeichnung | Hex. (Farbcode) | Bemerkung                                                                                                  | Komplementärfarbe nach Müller                |
| ------------ | -------------------------- | --------------- | --- | -------------------------------------------- |
| 1            | Mittelrot                  | 12DDDD          | wird als reines Rot empfunden, das weder zu Violett noch zu Orange tendiert                                | etwa Seegrün (zu Türkisblau tendierend)      |
| 2            | Zinnoberrot                | 90CFFA          | . | zwischen Türkisblau und Seegrün              |
| 2            | Rotorange                  | 618358          | . | etwa Türkisblau (zu Seegrün tendierend)      |
| 3            | Ocker                      | DAA520          | Braun auf der Grundlage von Gelb                                                                           | .                                            |
| 2            | Gelborange                 | DA6E00          | . | etwa Türkisblau (zu Cyanblau tendierend)     |
| 2            | Indischgelb                | DEB943          | . | .                                            |
| 3            | Umbra                      | 635147          | Braun auf der Grundlage von Gelb, dunkler als Ocker                                                        | .                                            |
| 2            | Goldgelb                   | FFD700          | . | Cyanblau                                     |
| 2            | Cadmiumgelb                | FFF600          | . | .                                            |
| 1            | Mittelgelb                 | FFFF00          | wird als reines Gelb empfunden, das weder zu Orange, noch zu Grün tendiert; Grundfarbe in der Drucktechnik | zwischen Blauviolett und Violettblau         |
| 2            | Zitronengelb               | DDAF27          | . | zwischen Violettblau und Ultramarinblau      |
| 3            | Sepia                      | 704214          | Braun mit grünlich-gelbem Grundton                                                                         | .                                            |
| 2            | Maigrün                    | 468641          | . | .                                            |
| 2            | Gelbgrün                   | A3FF00          | . | etwa Blauviolett (zu Violett tendierend)     |
| 2            | Grasgrün                   | 35682D          | . | .                                            |
| 3            | Olivgrün                   | 6B8E23          | abgetöntes Grün                                                                                            | .                                            |
| 2            | Blattgrün                  | 00524E          | . | etwa Violett (zu Purpurviolett tendierend)   |
| 2            | Mittelgrün                 | 20A040          | wird als reines Grün empfunden, das weder zu Gelb noch zu Blau tendiert                                    | etwa Purpurviolett (zu Violett tendierend)   |
| 2            | Blaugrün                   | 00F4C4          | . | etwa Purpurviolett (zu Purpurrot tendierend) |
| 2            | Smaragdgrün                | 287233          | . | Purpurrot                                    |
| 2            | Phthalogrün                | 123524          | . | .                                            |
| 2            | Seegrün                    | 2E8B57          | . | etwa Mittelrot (zu Karminrot tendierend)     |
| 2            | Türkis                     | 00FFFF          | als Cyan Grundfarbe in der Drucktechnik                                                                    | Mittelrot                                    |
| 2            | Türkisblau                 | 058B8C          | . | etwa Gelborange (zu Rotorange tendierend)    |
| 2            | Cyanblau                   | 007EFF          | . | Goldgelb                                     |
| 3            | Coelinblau                 | 0091C6          | . | .                                            |
| 2            | Bremerblau                 | 005A99          | . | etwa Mittelgelb (zu Goldgelb tendierend)     |
| 3            | Indigo                     | 4B0082          | . | .                                            |
| 3            | Preußischblau              | 003153          | auch „Berliner Blau“ genannt                                                                               | .                                            |
| 1            | Mittelblau                 | 0000CC          | wird als reines Blau empfunden                                                                             | etwa Mittelgelb (zu Zitronengelb tendierend) |
| 3            | Pariserblau                | 4040FF          | Eigentlich „Berliner Blau“ genannt                                                                         | .                                            |
| 2            | Ultramarinblau             | 120a8f          | . | etwa Zitronengelb (zu Mittelgelb tendierend) |
| 3            | Paynesgrau                 | 293C42          | Grau mit Tendenz zum bläulichen                                                                            | .                                            |
| 2            | Kobaltblau                 | 0047AB          | . | .                                            |
| 2            | Violettblau                | 314F6F          | Englisch „Indigo“                                                                                          | etwa Zitronengelb (zu Gelbgrün tendierend)   |
| 2            | Blauviolett                | 8A2BE2          | . | etwa Gelbgrün (zu Zitronengelb tendierend)   |
| 2            | Violett                    | A146FF          | . | etwa Blattgrün (zu Gelbgrün tendierend)      |
| 2            | Purpurviolett              | 47243C          | . | zwischen Blaugrün und Mittelgrün             |
| 2            | Purpurrot                  | FF0090          | als Magenta Grundfarbe in der Drucktechnik                                                                 | Smaragdgrün                                  |
| 3            | Krapplack                  | 6f011E          | . | .                                            |
| 2            | Karminrot                  | 960018          | . | etwa Seegrün (zu Smaragdgrün tendierend)     |
| 3            | Venezianischrot            | D57453          | Braun mit rotem Grundton                                                                                   | .                                            |
| 2            | Scharlachrot               | FF2400          | . | .                                            |

Mischstufen:
1. Primärfarbe: nicht aus zwei anderen Farben mischbar
2. Sekundärfarbe: aus zwei Primärfarben mischbar
3. Tertiärfarbe: aus drei Primärfarben mischbar – entspricht immer einer abgetönten Primär- oder Sekundärfarbe

Farblich hinterlegte Namen sind die von Aemilius Müller verwendeten Farbbezeichnungen.
Die in diesem Artikel angezeigten Farben sind nicht farbverbindlich und können auf verschiedenen Anzeigegeräten unterschiedlich erscheinen.

Eine Möglichkeit, die Darstellung mit rein visuellen Mitteln näherungsweise zu kalibrieren, bietet das nebenstehende Testbild (nur bei nativer Anzeigeauflösung und wenn die Seite nicht gezoomt dargestellt wird):